# Могилева
Моги́лева (рос. Могилева) — присілок у складі Шатровського району Курганської області, Росія. Входить до складу Кондінської сільської ради.
Населення — 183 особи (2010, 276 у 2002).
Національний склад станом на 2002 рік: росіяни — 57 %, татари — 40 %.